# Bà Lụa-öarna
Bà Lụa-öarna, vietnamesiska Quần đảo Bà Lụa, är en arkipelag i Thailandviken. Den utgör Sơn Hải-kommunen inom distriktet Kien Luong i Vietnam. Arkipelagen består av tre större öar och totalt cirka 40 öar.

## Geografi

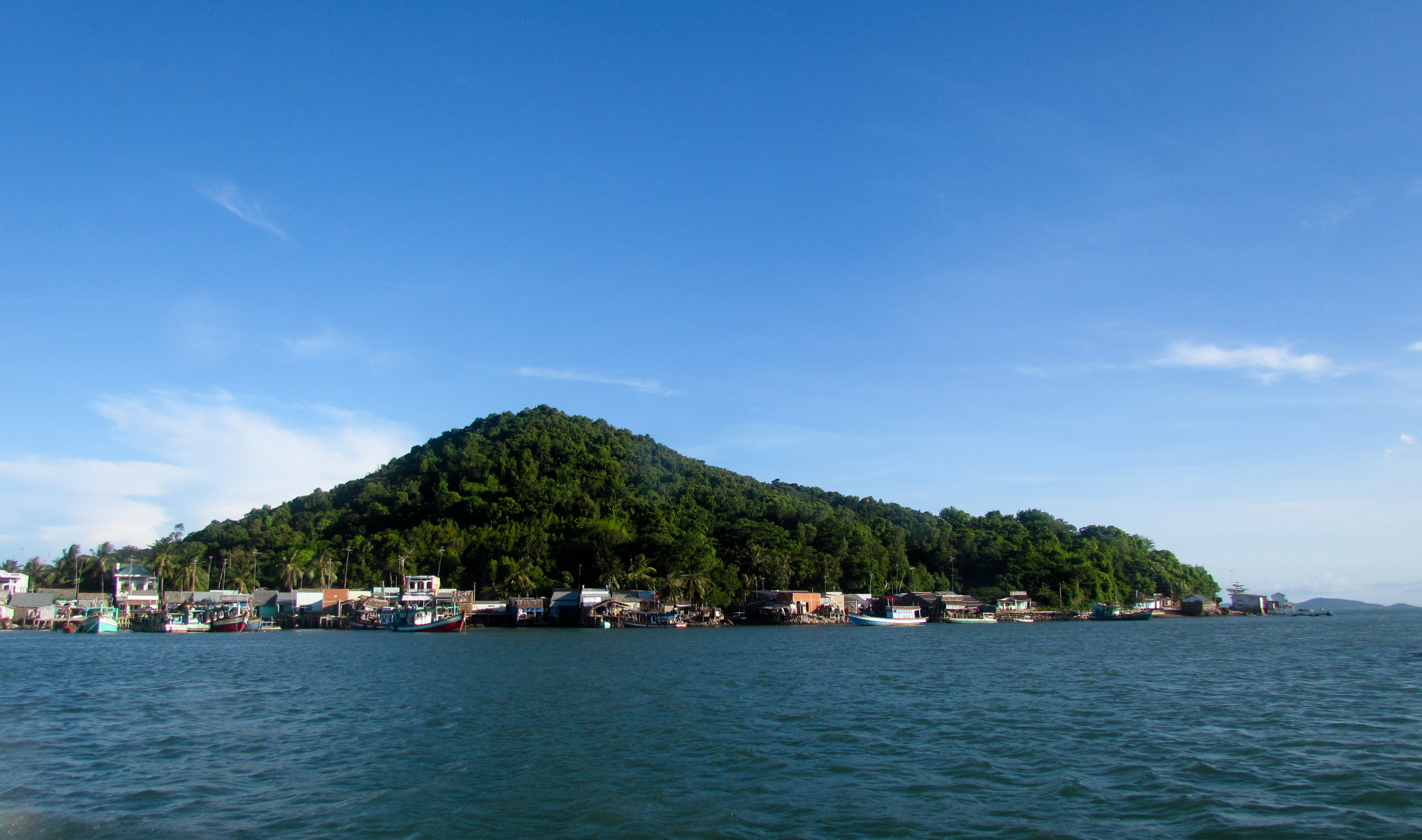
Vy mot Hòn Heo, den största ön i arkipelagen.

Ögruppen är formad av sedimentära bergarter från den tidigare delen av Paleozoikum och består av 34 eller 42 öar, beroende på hur man väljer att räkna, som ligger utspridda över ett 70 kvadratkilometer stort område. Ungefär tio av öarna är bebodda. Hòn Heo är den största ön och också den mest befolkade tillsammans med Hòn Ngang och Hòn Nhum. Ögruppens högsta punkt ligger på Hòn Heo och är ett berg på 102 eller 113 meter. Havet runt ögruppen är grunt och på många platser kan man gå mellan öarna vid lågvatten.
De tre största öarna är Hòn Heo, Hòn Ngang och Hòn Nhum Bá. Hòn Heo är ungefär 7 kilometer i omkrets och har en yta av 1,5 kvadratkilometer. Namnet härrör från den grisuppfödning som fransmännen började med på ön 1918. Hòn Heo betyder i direkt översättning 'Grisön'. Kommunkontoret för Son Hai ligger på Hòn Heo.

### Lista över öar
Här är en lista över flertalet av öarna i ögruppen.

- Hòn Heo (largest island)
- Hòn Ba Rồ
- Hòn Bờ Đập
- Hòn Chướng
- Hòn Dê
- Hòn Dứa
- Hòn Đá Bạc
- Hòn Đầm Lớn
- Hòn Đầm Dương
- Hòn Đầm Giếng
- Hòn Đồi Mồi
- Hòn Đụng
- Hòn Đước
- Hòn Khô Cát
- Hòn Lò 1
- Hòn Lò 2
- Hòn Lò 3
- Hòn Ngang
- Hòn Nhum Bà
- Hòn Nhum Giếng
- Hòn Nhum Ông
- Hòn Nhum Tròn
- Hòn Ông Triều 1
- Hòn Ông Triều 2
- Hòn Ông Triều 3
- Hòn Sơn Tế 1
- Hòn Sơn Tế 2
- Hòn Thạch Mỏng
- Hòn Thơm 1
- Hòn Thơm 2
- Hòn Thơm 3

## Administrativ historik
- 14 januari 1983 bildades Kiên Hải-distriktet, där Bà Lụas kommun ingick som en av sex kommuner.[8]
- 27 September 1983 bytte Bà Lụas kommun namn till Sơn Hảis kommun. Den tillhörde då fortfarande Kiên Hải-distriktet.[9]
- 17 augusti 2000 fördes Sơn Hảis kommun över till Kiên Lương-distriktet.[10]

## Etymologi
Det finns ett antal olika förklaringar till ögruppens namn, Bà Lụa, ungefär 'silkesdamen'. En förklaring är att ögruppen fått namnet av den kinesisk-vietnamesiska frun till en inflytelserik fransman som exploaterade området. En del av de juridiska dokument som utfärdades var i Bà Lụas namn och kom att ge arkipelagen dess namn.
Anh Dong menar däremot att Bà Lụa härrör från namnet på den kvinnliga general som ansvarig för det militära underhållet i området upprättade silkestillverkning i området.
En annan teori gäller en mandarin som gifte sig på 1850-talet. Hon ska ha hållit sig undan från ämbetsmannaskapet och så småningom bosatt sig i arkipelagen. Hon odlade silkesmaskar och vävde silke och gav arkipelagen dess namn.